# 萊恩·克里斯托弗森
莱恩·克里斯托弗森（丹麥語：Line Christophersen，2000年1月14日—），丹麥女子羽毛球運動員。

## 簡歷
2016年11月，莱恩·克里斯托弗森出戰挪威羽毛球國際賽女子單打項目，但在準決賽中不敵馬來西亞選手葉睿晨，止步於4強。

## 主要比賽成績
只列出曾進入準決賽的國際賽事成績：
| 年份   | 賽事                       | 公開賽級別 | 項目     | 成績   |
| ------ | -------------------------- | ---------- | -------- | ------ |
| 2016年 | 挪威羽毛球國際賽           | 國際系列賽 | 女子單打 | 準決賽 |
| 2017年 | 瑞典羽毛球國際賽           | 國際系列賽 | 女子單打 | 準決賽 |
| 2017年 | 歐洲青年羽毛球錦標賽       | 其他       | 混合團體 | 季軍   |
| 2017年 | 意大利羽毛球國際賽         | 國際挑戰賽 | 女子單打 | 亞軍   |
| 2018年 | 歐洲青年羽毛球錦標賽       | 其他       | 混合團體 | 亞軍   |
| 2018年 | 歐洲青年羽毛球錦標賽       | 其他       | 女子單打 | 冠軍   |
| 2018年 | 世界青年羽毛球錦標賽       | 其他       | 女子單打 | 亞軍   |
| 2019年 | 荷蘭羽毛球國際賽           | 國際系列賽 | 女子單打 | 冠軍   |
| 2019年 | 丹麥羽毛球國際賽           | 國際挑戰賽 | 女子單打 | 準決賽 |
| 2019年 | 比利時羽毛球國際賽         | 國際挑戰賽 | 女子單打 | 冠軍   |
| 2019年 | 薩洛盧羽毛球公開賽         | 超級100賽  | 女子單打 | 亞軍   |
| 2019年 | 蘇格蘭羽毛球公開賽         | 國際挑戰賽 | 女子單打 | 準決賽 |
| 2020年 | 歐洲羽毛球男女子團體錦標賽 | 其他       | 女子團體 | 冠軍   |
| 2021年 | 歐洲羽毛球混合團體錦標賽   | 其他       | 混合團體 | 冠軍   |
| 2021年 | 奧爾良羽毛球大師賽         | 超級100賽  | 女子單打 | 亞軍   |
| 2021年 | 歐洲羽毛球錦標賽           | 其他       | 女子單打 | 亞軍   |
| 2021年 | 西班牙羽毛球大師賽         | 超級300賽  | 女子單打 | 亞軍   |
| 2021年 | 丹麥羽毛球大師賽           | 國際挑戰賽 | 女子單打 | 冠軍   |
| 2023年 | 歐洲羽毛球混合團體錦標賽   | 其他       | 混合團體 | 冠軍   |
| 2023年 | 美國羽毛球公開賽           | 超級300賽  | 女子單打 | 準決賽 |
| 2023年 | 比利時羽毛球國際賽         | 國際挑戰賽 | 女子單打 | 亞軍   |
| 2023年 | 古瓦哈蒂羽毛球大師賽       | 超級100賽  | 女子單打 | 亞軍   |
| 2023年 | 奧迪沙羽毛球大師賽         | 超級100賽  | 女子單打 | 準決賽 |
| 2024年 | 歐洲羽毛球男女子團體錦標賽 | 其他       | 女子團體 | 冠軍   |
| 2024年 | 南特羽毛球國際挑戰賽       | 國際挑戰賽 | 女子單打 | 冠軍   |
| 2024年 | 海洛羽毛球公開賽           | 超級300賽  | 女子單打 | 準決賽 |
| 2025年 | 歐洲羽毛球混合團體錦標賽   | 其他       | 混合團体 | 冠軍   |
| 2025年 | 美國羽毛球公開賽           | 超級300賽  | 女子單打 | 準決賽 |
| 2025年 | 澳門羽毛球公開賽           | 超級300賽  | 女子單打 | 亞軍   |

| 2007-2017年 | 首要超級賽 | 超級賽 | 黃金大獎賽 | 大獎賽 | 國際挑戰賽 | 國際系列賽 | 未來系列賽 | 其他 |

| 2018-2026年 | 總決賽 | 超級1000賽 | 超級750賽 | 超級500賽 | 超級300賽 | 超級100賽 | 國際挑戰賽 | 國際系列賽 | 未來系列賽 | 其他 |

### 奧運會和世錦賽參賽紀錄
|          | 2021 | 2022 | 2023 |
| -------- | ---- | ---- | ---- |
| 女子單打 | 16強 | 32強 | 32強 |